# Georges Mauvois
Georges Mauvois (28 janvier 1922, Fort-de-France – 4 décembre 2018, Le Carbet) est un écrivain et homme politique martiniquais.

## Biographie
Georges Éleuthère Mauvois est né le 28 janvier 1922 à Fort-de-France,. Son père est un policier municipal, sa mère est une petite commerçante. Il étudie au lycée Victor-Schœlcher jusqu'au baccalauréat.
Puis il devient cadre dans l'administration des Postes, télégraphes et téléphones. En parallèle, il mène une importante activité politique et syndicale qui le voit devenir membre du Comité central du Parti communiste martiniquais. En 1962, il démissionne des PTT pour ne pas être déplacé d'office en vertu de l'ordonnance Debré. Il devient alors avocat et s'inscrit au barreau de Fort-de-France. 
À partir de cette période, il se lance dans l'écriture et livre une œuvre aussi bien en créole qu'en français. L’écrit le plus populaire sur l'île de Georges Mauvois est sans doute la pièce de théâtre Man Chomil. Mais il a écrit d'autres pièces de théâtre. Il a écrit également deux récits biographiques de 2 figures martiniquaises, Georges Gratiant et Henry Lémery.
Enfin, Georges Eleuthère Mauvois a consacré un ouvrage à la ville ancienne de Schœlcher, quand elle s’appelait encore Case Navire.
Georges Mauvois meurt le 4 décembre 2018 au Carbet, à l’âge de 96 ans,

## Ouvrages

### Théâtre
- Georges Mauvois, Agénor Cacoul suivi de Misyé Molina, Schœlcher, Presses Universitaires Créoles, 1988
- Georges Mauvois, Man Chomil, Nasse et Filbec et Le Guiche, Schœlcher, Presses Universitaires Créoles, 1992
- Georges Mauvois, Don Jan, Kourou, Ibis Rouge, 1996
- Georges Mauvois, Antigòn, suivi de Arivé d’Pari, Kourou, Ibis Rouge, 1997
- Georges Mauvois, Ovando ou Le magicien de Saint-Domingue, suivi de Jaz et Dézagréman, Schœlcher, Presses Universitaires Créoles, 2003
- Georges Mauvois, Œuvres théâtrales complètes, Fort-de-France, K. Éditions, 2012

### Roman
- Georges Mauvois, Gélius et son disciple ou Paroles de mangouste, Matoury, Ibis Rouge, 2000

### Récits
- Georges Mauvois, Janine et Akouré, Schœlcher, Presses Universitaires Créoles, 2006
- Georges Mauvois, Chateau Aubery, Fort-de-France, K. Éditions, 2008
- Georges Mauvois, Georges Gratiant : un avocat dans le siècle, Fort-de-France, K. Éditions, 2009
- Georges Mauvois, Henry Lémery : de Saint Pierre à Vichy, Fort-de-France, K. Éditions, 2010
- Georges Mauvois, Case-Navire : Choses et gens de naguère, Fort-de-France, Désormeaux, 1982